# Сарихавз (Кушониёнский район)
Сарихавз (тадж. Сариҳавз) — село в Кушониёнском районе Хатлонской области Республики Таджикистан. Подчинен администрации джамоата посёлка Бохтариён.
Находится на расстоянии 21 км от райцентра (пгт. им. Исмоила Сомони) и 6 км от посёлка Бохтариён.
Население — 1678 чел. (2017).